# Alchemilla farinosa
Alchemilla farinosa är en rosväxtart som beskrevs av Fröhner. Alchemilla farinosa ingår i släktet daggkåpor, och familjen rosväxter. Inga underarter finns listade i Catalogue of Life.